# Berchtold I de Nordgau
Berchtold, né vers 915 et mort le 15 janvier 980, fut comte de Schweinfurt en Franconie, ainsi que margrave de Nordgau de 941 jusqu'à sa mort.

## Biographie
L'ascendance de Berchtold est sujette à controverse. Il est possiblement un fils cadet (ou petit-fils) d'Arnulf le Mauvais († 937) duc de Bavière et de son épouse Judith, fille d'Ermentrude de France et du comte Évrard de Sulichgau en Souabe. 
Il est comte dans le Radenzgau dès 960 et sur la Naab en 961, margrave de Nordgau en 961, comte de Volkfeld en 973, margrave en 976, comte d'Ostlichen en 980.
Il épousa vers 949 Heilika/Elliswintha, (? - 19 août 1015), fille de Lothar II de Waldeck et de Mathilde d'Arneburg. Trois enfants sont nés de cette union :
- Henri de Schweinfurt ;
- Bruchard de Schweinfurt ;
- Heilika de Schweinfurt, elle entra dans les ordres et fut chanoinesse à Niedernburg.

C'est un parent de la dynastie des Babenberg et un ascendant direct des rois de Bavière, des ducs en Bavière, mais également des actuels princes de Bavière, d'Élisabeth de Wittelsbach, François-Joseph Ier d'Autriche par sa mère l'archiduchesse Sophie de Bavière.